# Ceyx melanurus
El martín pigmeo filipino (Ceyx melanurus) es una especie de ave coraciforme de la familia Alcedinidae endémica de Filipinas.